# الخدمة الآلية لمعلومات المطار
الخدمة الالية لمعلومات المطار ATIS اختصارا لـ: Automatic Terminal Information Service هي خدمة آليى اوتوماتيكية) تقوم بارسال وباستمرار رسالة صوتية باللغة الأنكليزية بصفة عامة. تحتوي على العديد من المعلومات الخاصة بمطار معين. يتواجد هذا النظام في المطارات المكتظة، مما يريح المراقبة الجوية من اعطاء هذه المعلومات للطيارين وبهذا تستطيع التركيز على مهام أخرى. لاسيما اوقات الذروة.
تحتوي رسالة الخدمة الالية لمعلومات المطار على بالإضافة إلى المعلومات الواردة في تقرير الطقس للمطار (METAR) معلومات أخرى لاسيما رقم المدرج الذي في الخدمة.

## طريقة عمل النظام
يسجل هذا التقرير كل ساعة، كما يمكن أن يجدد في كل مرة تكون هناك تغييرات مهمة في الأحوال الجوية أو تغيير المدرج الذي في الخدمة. يتغير رمز التقرير في كل مرة. أول تقرير في اليوم يحمل الرمز ألفا A، الثاني الرمز برافو B، وهكذا دواليك حتى الرمز زولو Z ثم العودة إلى الرمز الفا. يقوم الطيار بالاستماع إلى تقرير الخدمة الآلية لمعلومات المطار قبل الإتصال ببرج المراقبة كما يجب عليه في أول `تصال ببرج المراقبة ذكر رمز التقرير الذي استمع اليه لكي يتأكد برج المراقبة بأن الطيار استمع إلى آخر تقرير.
يسجل التقرير بصوت بشري أو عن طريق برنامج مولد للصوت. ويذاع على موجة خاصة بذالك.

## مثال
رسالة الخدمة الالية لمعلومات المطار (ATIS) لمطار شيفول بهولندا:
This is Schiphol arrival information Kilo Main landing runway 18 Right Transition level 50
Two zero zero degrees, one one knots Visibility 10 kilometresFew 1300 feet, scattered 1800 feet broken 2200 feet Temperature 15, dewpoint 13QNH 995 hectopascal No significant change ,
Contact Approach and Arrival callsign only End of information Kilo
الشرح:
| الرسالة                                              | الشرح |
| ---------------------------------------------------- | --- |
| This is Schiphol arrival information Kilo            | هنا وصول مطار شيفول، معلومات كيلو (اي الحرف K) وترتيب الرسالة. اي ان الرسالة التالية ستكون تحت حرف الام (M) وهكذا. |
| Main landing runway 18 Right                         | اي ان المدرج قيد الاستعمال للهبوط هو رقم 18 يمين. يفهم من هذا ان بالمطار مدرجين متوازيين على الاقل.                |
| Transition level 50                                  | الارتفاع الادنى لاستعمال مستوى الطيران (flight level-FL50) لاعطاء ارتفاع الطائرة هو مستوى الطيران 50 اي FL50 .     |
| Two zero zero degrees, one one knots                 | اتجاه (مصدر) الرياح 200 درجة وسرعتها 11 عقدة                                                                       |
| Visibility 10 kilometres                             | الرؤية 10 كلم أو أكثر                                                                                              |
| Few 1300 feet, scattered 1800 feet, broken 2200 feet | ارتفاع السحب وكثافتها.                                                                                             |
| Temperature 15, dewpoint 13                          | درجة الحرارة 15 م ونقطة الندى 13 م                                                                                 |
| QNH 995 hectopascal                                  | الضغط الجوي 995 هكتوباسكال                                                                                         |
| No significant change                                | لاتغيير مرتقب في الطقس القادم                                                                                      |
| Contact Approach and Arrival callsign only           | عند الاتصال بمراقب الاقتراب أو الوصول يجب اعطاء الرقم التعريفي للطائرة فقط                                         |
| End of information Kilo                              | نهاية الرسالة، مع التذكير بالحرف الممسز لهذه الرسالة                                                               |